# Törst (musikalbum)
Törst är Ulf Lundells andra album och släpptes 1976, samma år som han slog igenom stort med generationsromanen Jack. Törst har hämtat influenser från artister som Bruce Springsteen och Bob Dylan, vilket märks väl på låtar som "Törst", "Mitt i nattens djungel ställd" och "Våren närmar sej city". Skivan släpptes senare som CD 1992  och gavs ut en gång till på remastrad CD 2000 med fyra extraspår. Skivan har sålt guld.

## Låtlista
1. "Törst" - 6:33
2. "Jag vill ha ett lejon" - 4:26
3. "Mitt i nattens djungel ställd" - 5:07
4. "Birgitta hon dansar" - 5:26
5. "USA" - 4:06
6. "Och går en stund på jorden" - 3:28
7. "Cobra Rax" - 3:52
8. "Våren närmar sej city" - 4:26
9. "Söndag" - 4:06

### Bonusspår på remastrad utgåva 2000
1. "Hur ska jag kunna?" (Demo) - 4:28
2. "Vingarna var av plast" - (Demo) - 2:55
3. "Så gott vi kunde" (Demo) - 3:26
4. "Lärkan drillar i det blå" (Demo) - 3:26

## Medverkande
- Ulf Lundell - sång
- Finn Sjöberg - gitarr, arrangör
- Per-Erik Hallin - piano, orgel, clavinett, dragspel
- Mike Watson - bas, washboard
- Erik Romantschicz - trummor
- Mats Glenngård - fiol
- Ulf Andersson - saxofon

## Listplaceringar
| Lista (1976) | Topplacering |
| ------------ | ------------ |
| Sverige      | 12           |